# Groene mamba
De groene mamba (Dendroaspis viridis) is een zeer giftige slang uit de familie koraalslangachtigen (Elapidae).

## Naam en indeling
De wetenschappelijke naam van de soort werd voor het eerst voorgesteld door Edward Hallowell in 1844. Oorspronkelijk werd de wetenschappelijke naam Leptophis viridis gebruikt. Abusievelijk wordt soms ook de smalkopmamba (Dendroaspis angusticeps), die ook meestal groen is, wel met groene mamba aangeduid. De soortaanduiding viridis komt uit het Latijn en betekent 'groen'.

## Verspreiding en habitat
De groene mamba komt voor in West-Afrika en leeft in de landen Gambia, Senegal, Guinea, Guinee-Bissau, Liberia, Ivoorkust, Ghana, Sierra Leone, Benin, Togo en Nigeria, mogelijk in de Centraal-Afrikaanse Republiek. Het is een boombewonende soort die erg goed kan klimmen en erg snel en lenig is. De slang wordt vrijwel nooit op de grond aangetroffen en leidt een zwervend bestaan tussen de boomtoppen. Het biotoop bestaat uit tropische bossen en bosranden waar de slang vaak hoog in bomen of struiken loert op een prooi. De soort is aangetroffen van zeeniveau tot op een hoogte van ongeveer 1000 meter boven zeeniveau.

## Uiterlijke kenmerken
Groene mamba's zijn meestal groen, maar de kleur kan ook gelig of bruin zijn; bovendien kan het dier net als een kameleon van kleur veranderen. De buik is altijd lichter tot wit. De maximale lengte is drie meter, hoewel veel 'wilde' exemplaren die lengte nooit bereiken. De mamba is moeilijk te onderscheiden van andere slangen (met name van de smalkopmamba) en is te herkennen aan de zeer gladde, grote schubben aan de zijkanten van de kop, terwijl de smalkopmamba iets gekielde schubben op de rug heeft.

## Levenswijze
De groene mamba heeft zich gespecialiseerd in het vangen van vogels, kleine zoogdieren en hagedissen. De kaken kunnen letterlijk ontwricht worden om heel grote prooien te verorberen. De groene mamba is berucht om de beet vanwege het sterke zenuwgif dat uiteindelijk bij een mens de ademhaling kan stoppen, meestal al binnen twaalf uur, waarna de dood intreedt. De slang is erg snel en kan tijdens een aanval meerdere keren bijten, wat de overlevingskans verkleint. De groene mamba staat bekend als veel minder agressief dan de zwarte mamba (Dendroaspis polylepis).

## Beschermingsstatus
Door de internationale natuurbeschermingsorganisatie IUCN is de beschermingsstatus 'veilig' toegewezen (Least Concern of LC).